# Estação Popular
A Estação Popular é uma das estações do Metrocable de Medellín, situada em Medellín, entre a Estação Andalucía e a Estação Santo Domingo Savio. Administrada pela Empresa de Transporte Masivo del Valle de Aburrá Limitada (ETMVA), faz parte da Linha K.
Foi inaugurada em 7 de agosto de 2004. Localiza-se no cruzamento da Carrera 42b com a Rua 107b. Atende o bairro El Popular, situado na comuna de Popular.